# Daniel Douady
Pour les articles homonymes, voir Douady.
Daniel Douady, né le 26 septembre 1904 à Brest (département du Finistère), mort le 14 octobre 1982 à Tulle (département de la Corrèze), est un médecin français.
Il est directeur général de la Fondation santé des étudiants de France (FSEF). Il est également membre libre de l'Académie nationale de médecine française entre 1962 et 1982.

## Biographie

### Jeunesse et éducation
Daniel Léon Joseph Douady est né le 26 septembre 1904 à à Brest (département du Finistère),.
Son père, Jules Douady, est reçu à l'agrégation d'anglais en 1901. Il est professeur à l’École navale, puis à la faculté de lettre de Lyon. En 1922, il est nommé inspecteur général de l'instruction publique d'anglais et professeur honoraire à la faculté de Lyon. Sa mère, Marie Louise Augustine Tron, ancienne élève de l’École normale supérieure de Fontenay-aux-Roses, est également reçue à l'agrégation d'anglais en 1901,.
Daniel Douady est l'aîné d'une fratrie de trois enfants : 
- Geneviève Douady, née en 1906, morte en 2007[6], qui épouse, en 1925 à Paris (14e arrondissement), Paul Dottin[7], reçu à l'agrégation d'anglais en 1920[8], puis recteur de l'académie de Toulouse[3].
- Lucien Douady, né en 1908[9], mort en 2005, admis à l’École polytechnique en 1927[10], qui épouse, en 1936 à Tunis (protectorat français de Tunisie), Madeleine Ricard, fille d'un polytechnicien[3].

### Vie professionnelle

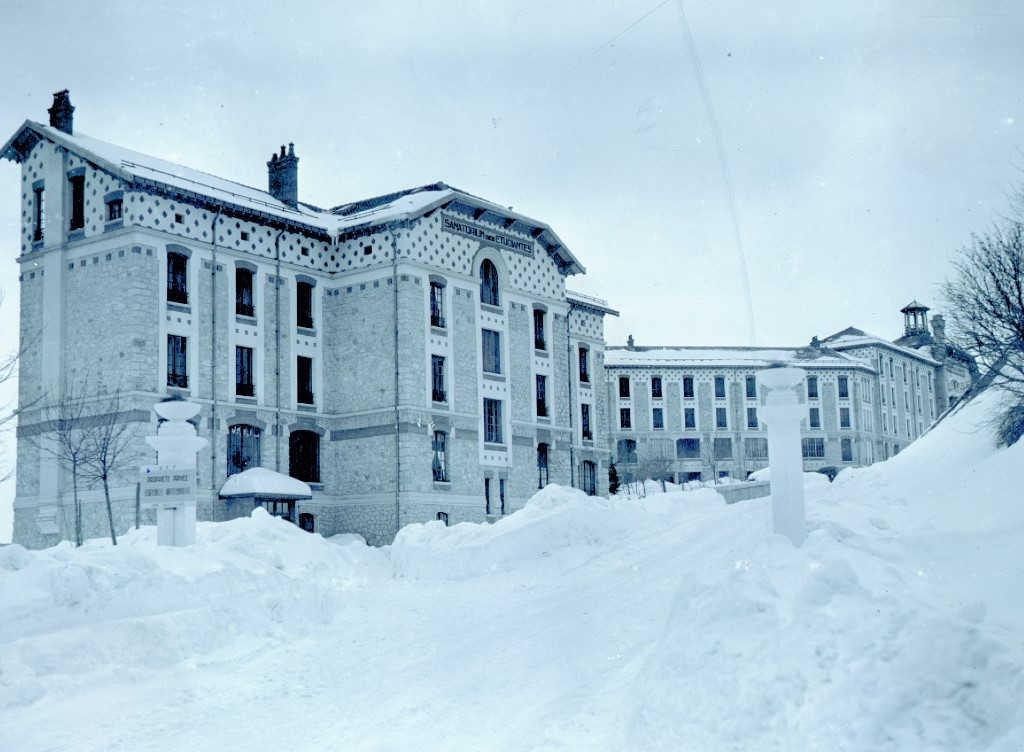
Le Sanatorium des étudiants de France vu depuis la route (années 1950). Au premier plan, le bâtiment des femmes (devenu plus tard pavillon « Jamati »).

Lors de son internat en médecine dans les Hôpitaux de Paris, il est notamment au sein du service de M. Rist, qui le charge ensuite de l'ouverture du premier sanatorium français destiné aux étudiants, le Sanatorium des étudiants de France localisé à Saint-Hilaire-du-Touvet, dans le département de l'Isère. Il devient alors également directeur général de la Fondation santé des étudiants de France, qu'il a contribué à développer, en 1933. En tant que médecin, il est spécialisé dans la phtisiologie.
Entre 1945 et 1948 puis entre 1954 et 1961, il devient directeur de l'Hygiène scolaire et universitaire au sein du ministère de l’Éducation nationale,. À partir de 1962, il devient directeur honoraire et conseiller technique pour la santé scolaire et universitaire au ministère de l’Éducation nationale.
À partir de 1970, il participe, aux côtés du médecin Robert Debré, à l'étude internationale « BIOS », de l'Organisation mondiale de la santé (OMS) et l'Unesco, concernant la vie des étudiants dans le monde.
Du 3 avril 1962 à 1982, il est membre de l'Académie nationale de médecine française,.

### Pendant l'Occupation
Alors qu’il dirige le Sanatorium des étudiants de France, Daniel Douady rédige, pendant l’Occupation, de faux certificats médicaux pour que des Juifs puissent s’y cacher en tant que malades. Il embauche aussi trois médecins juifs, qui de par les lois de Vichy n’avaient pourtant pas le droit d’exercer. Enfin, d’après la résistante Madeleine Riffaud, le sanatorium hébergeait également une imprimerie clandestine, dont lui seul avait la clé.

### Vie privée
En 1933, Daniel Douady épouse, à Naves (département de la Corrèze), Guilhen Perrier, fille du zoologiste Rémy Perrier ; le couple a cinq enfants (Laurence Dolivet, le mathématicien Adrien Douady, Clément-Noël Douady, Jérôme Douady et Véronique Gautheron), et de nombreux petits-enfants (dont les chercheurs Raphaël Douady et Stéphane Douady) et arrière-petits-enfants (dont la grimpeuse Luce Douady).

### Mort
Daniel Douady meurt le 14 octobre 1982 à Tulle, en Corrèze,.

## Ouvrages
- Avec André Meyer, La section des brides dans le pneumothorax artificiel (opération de Jacobaeus), 1932[2].
- « La lutte antituberculeuse dans l'enseignement supérieur », in Réalisations et perspectives, 1932[2].
- Les sanatoriums universitaires français, 1955[2].
- Avec les docteurs Jeanguyot et Lacalmontie, Réadaptation des scolaires et des étudiants atteints de maladies ou d'infirmités de longue durée, 1969[11].

## Distinctions

### Décorations
- 1956 : Commandeur de l'Ordre de la Santé publique[2] ;
- 1957 : Officier de l'Ordre national de la Légion d'honneur[2] ;
- 1959 : Commandeur de l'Ordre des Palmes académiques[2] ;
- Officier de l'Ordre Polonia Restituta[2].

### Hommages
Le nouveau nom du sanatorium des étudiants de France à partir des années 1980, Centre médico-universitaire Daniel-Douady, lui rend hommage.